# Manteiga de cacau

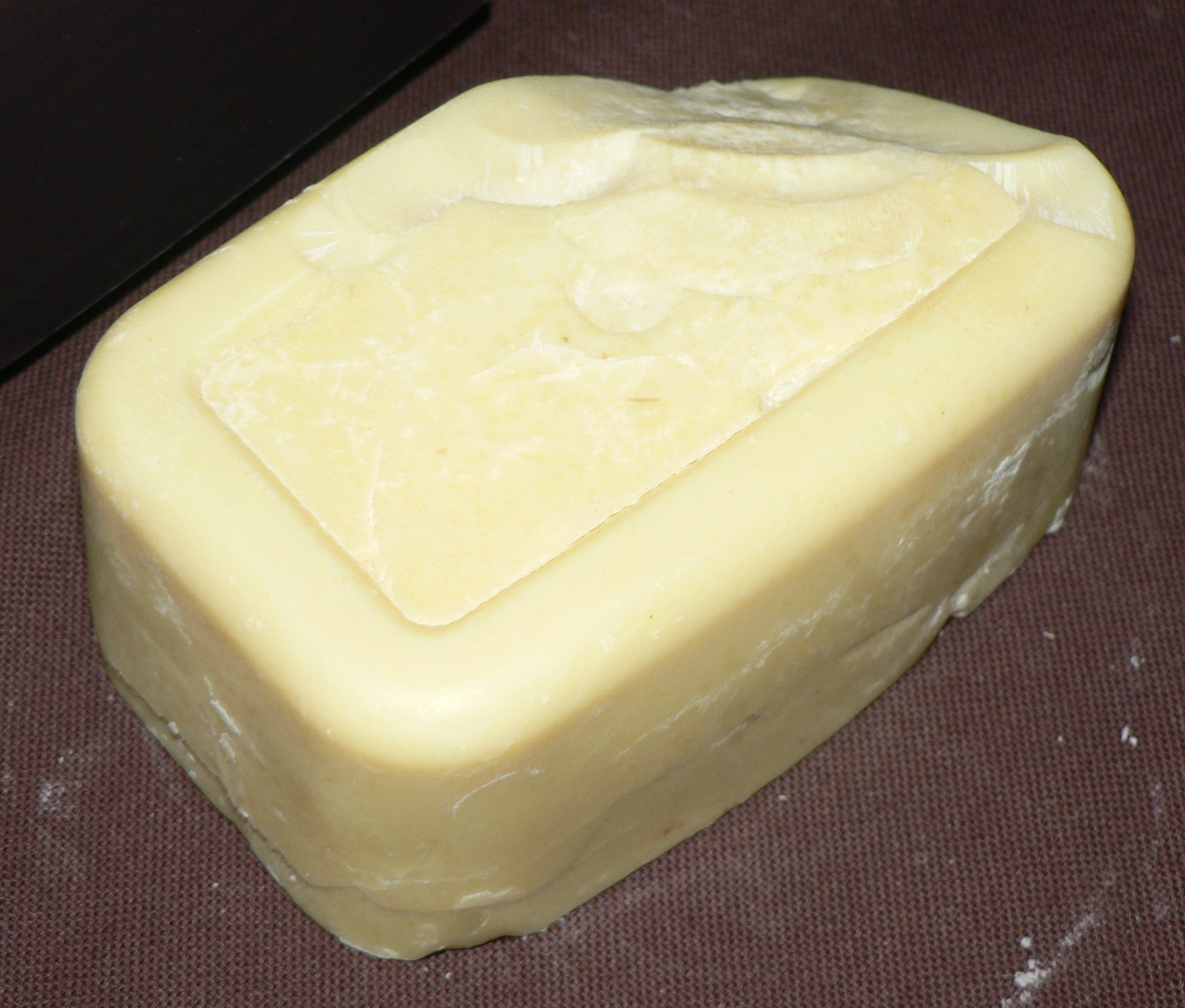
Bloco de manteiga de cacau

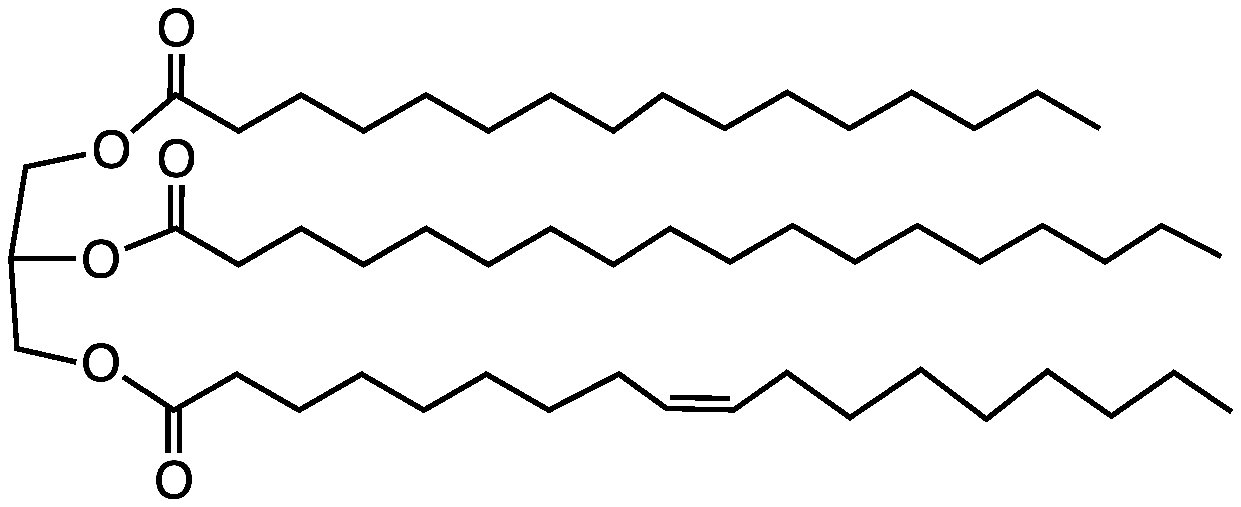
O principal constituinte da manteiga de cacau é o triglicerídio derivado do ácido palmítico, ácido esteárico, e ácido oleico.

Manteiga de cacau é a gordura comestível natural da semente de cacau e tem apenas um leve sabor e aroma de cacau. Seu ponto de fusão é de 33 a 35 graus Celsius, aproximadamente. 
É uma das gorduras mais estáveis, contendo antioxidantes naturais que evitam que ela se torne rançosa, permitindo sua armazenagem por um prazo de 2 a 5 anos. É usada por sua textura suave em vários alimentos, incluindo o chocolate, assim como em sabões e cosméticos, principalmente no tratamento de lábios ressecados.
É formada por cerca de 96,6% de triglicéridos (são constituídos por uma molécula de glicerol unida a 3 ácidos gordos ou graxos). Os três principais ácidos graxos encontrados na manteiga de cacau são o ácido palmítico (C16:0), ácido esteárico (C18:0) e o ácido oleico (C18:1). 